# Lijst van voetbalinterlands Algerije - Soedan (vrouwen)
Deze lijst van voetbalinterlands is een overzicht van alle officiële voetbalinterlands tussen de nationale vrouwenteams van Algerije en Soedan. De landen hebben tot nu toe één keer tegen elkaar gespeeld. Een tweede wedstrijd werd afgelast vanwege een staatsgreep in Soedan in oktober 2021.

## Wedstrijden
| № | Plaats  | Datum           | Competitie                                | Wedstrijd         | Uitslag |
| - | ------- | --------------- | ----------------------------------------- | ----------------- | ------- |
| 1 | Algiers | 20 oktober 2021 | Afrikaans kampioenschap 2022 kwalificatie | Algerije − Soedan | 14 − 0  |

## Samenvatting
| Competitie        | Totaal gespeeld | Winst Algerije | Gelijk | Winst Soedan | Doelsaldo Algerije – Soedan |
| ----------------- | --------------- | -------------- | ------ | ------------ | --------------------------- |
| Vriendschappelijk | 1               | 1              | 0      | 0            | 14 − 0                      |
| Totaal            | 1               | 1              | 0      | 0            | 14 − 0                      |